# Tikwesz Kawadarci
Tikwesz Kawadarci (maced. Градски Фудбалски Клуб Тиквеш 1930) – północnomacedoński klub piłkarski, mający siedzibę w mieście Kawadarci, na południu kraju, grający od sezonu 2021/22 w rozgrywkach Prwa makedonska fudbałska liga.

## Historia
Chronologia nazw:
- 1930: Tikveš Kawadarci (mac. ФК Тиквеш)
- 1983: Tikveš Kawadarci (mac. ФК Тиквеш) – po fuzji z FK Bor (Kawadarci)
- 2006: klub zbankrutował
- 2007: Tikveš Nacionał Kawadarci (mac. ФК Тиквеш Национал)
- 2009: Tikveš Kawadarci (mac. ГФК Тиквеш)
- 2014: Tikveš 2014 Kawadarci (mac. ФК Тиквеш 2014)
- 2016: Ljubanci 1974 Kawadarci (mac. ФК Љубанци 1974 Кавадарци) – po fuzji z FK Ljubanci 1974
- 2017: Tikveš 1930 Kawadarci (mac. ГФК Тиквеш 1930)

Klub piłkarski FK Tikwesz został założony w miejscowości Kawadarci 21 grudnia 1930 roku przez grupę młodych entuzjastów, którzy spotkali się w bałkańskiej restauracji w Kavadarci. Początkowo klub był w cieniu innych miejskich klubów piłkarskich, takich jak Zanaetcziski, Ljubasz i Jugosławia, ale po II wojnie światowej Tikwesz stał się największym i najbardziej znanym klubem piłkarskim w regionie. Przed rozpoczęciem sezonu 1947/48 w Jugosławii wprowadzono jedyną drugą ligę (D2), w wyniku czego Macedońska republikańska liga została obniżona do III poziomu. W sezonie 1948/49 liga została poszerzona do 12 klubów, m.in. dołączył do niej Tikwesz. W debiutowym sezonie zespół zajął 6.miejsce. W 1950 awansował na trzecią pozycję, co pozwoliło następnie grać w kwalifikacjach do treciej ligi (D3), jednak zajął ostatnie trzecie miejsce w grupie B. W 1952 po kolejnej reorganizacji na drugim poziomie rozgrywano mistrzostwa lokalnych związków. Klub najpierw zdobył tytuł mistrza Štipskiego potsaveza, a potem w turnieju finałowym o tytuł mistrza Macedonii zajął ostatnią trzecią lokatę. W sezonie 1953/54 ponownie wprowadzono Macedońską republikańską ligę, która została obniżona do trzeciego poziomu. W sezonie 1954/55 po zajęciu trzeciego miejsca zespół zdobył awans do IV strefy drugiej ligi Jugosławii. Ale po roku gry klub wrócił do Macedońskiej republikańskiej ligi. W sezonie 1967/68 zespół zajął drugie miejsce w Macedońskiej republikańskiej lidze i ponownie awansował w drugiej ligi Jugosławii. Tym razem w strefie wschodniej występował przez dwa sezony. Najbardziej udany okres w historii klubu przypadł na lata 70. W sezonach 1972/73 i 1978/79 grał na drugim poziomie jugosłowiańskiej piłki nożnej. Po sezonie 1980/81 klub został zdegradowany z Macedońskiej republikańskiej ligi. W kolejnych dwóch sezonach 1981/82 i 1982/83 zespół zajął odpowiednio 4 i 5 miejsce w tabeli. W międzyczasie inny klub miejski FK Bor zwyciężył w trzeciej republikańskiej lidze w 1982, a w 1983 wywalczył w drugiej republikańskiej lidze awans do Macedońskiej republikańskiej ligi. Latem 1983 roku, po awansie FK Bor, dwa kluby z miasta połączyły się i FK Tikwesz wrócił na trzeci poziom jugosłowiańskiego systemu lig. W 1988 roku Makedonska republička liga została obniżona do czwartego poziomu, a klub po zajęciu 17.pozycji kontynuował grę w drugiej republikańskiej lidze. Klub osiągnął natychmiastowy awans w sezonie 1988/89, a następnie zajął trzecie miejsce w Macedońskiej republikańskiej ligi w sezonie 1989/90, co było najwyższym sukcesem w lidze od dekady.
Po rozpadzie Jugosławii i uzyskaniu przez Macedonię niepodległości klub startował w 1992 roku w rozgrywkach pierwszej ligi macedońskiej, zajmując 7.miejsce. Po sezonie 2000/01 klub po raz pierwszy spadł do drugiej ligi macedońskiej. W następnym sezonie zespół natychmiast powrócił do najwyższej klasy. Ale po drugim spadku z pierwszej ligi w sezonie 2003/04 klub popadł w poważne kłopoty finansowe. W sezonie 2004/05 spadł również z drugiej ligi, kiedy zajął 10. miejsce w tabeli, ale przegrał mecz barażowy z FK Karaorman i został zdegradowany do trzeciej ligi macedońskiej - grupy południowej. Był to zdecydowanie najniższy punkt, jaki klub kiedykolwiek osiągnął i wkrótce potem w sezonie 2005/06 klub zbankrutował.
W 2007 klub został odrodzony jako FK Tikwesz Nacionał i zaczął rywalizację w Opštinskiej lidze - Kavadarci, czwartej lidze piłkarskiej w Macedonii, wygrywając ją w sezonie 2007/08. W sezonie 2008/09 zespół grał w trzeciej lidze i zakończył sezon na 5 miejscu w grupie południowej. Latem 2009 roku Rada Gminy Kavadarci przejęła kontrolę nad klubem i zmieniła jego nazwę na GFK Tikwesz 1930. W sezonie 2009/10 zwyciężył w grupie południowej trzeciej ligi i awansował do drugiej ligi. W 2013 zespół znów spadł do trzeciej ligi. W sezonie 2013/14 klub został wykluczony z trzeciej ligi za niestawienie się w dwóch meczach ligowych. Po roku, już jako FK Tikwesz 2014 wrócił do trzeciej ligi - grupy południowej. Latem 2016 roku klub połączył się zo drugoligowym FK Ljubanci 1974. Na mocy porozumienia siedzibą klubu zostało miasto Kawadarci, a nazwa klubu brzmiała FK Ljubanci 1974 Kavadarci. Po zakończeniu pierwszej połowy sezonu 2016/17 klub zmienił nazwę na GFK Tikwesz 1930 Kawadarci. W sezonie 2020/21 zespół zajął drugie miejsce w grupie wschodniej drugiej ligi i po 17 latach wrócił do pierwszej ligi.

## Barwy klubowe, strój, herb, hymn
|  |  |

Klub ma barwy czerwono-białe. Piłkarze domowe spotkania zazwyczaj grają w białych koszulkach z pionowymi czerwonymi pasami, czerwonych spodenkach oraz czerwonych getrach.

## Sukcesy

### Trofea międzynarodowe
Do chwili obecnej klub jeszcze nigdy nie zakwalifikował się do rozgrywek europejskich.

### Trofea krajowe
Macedonia Północna
| \| \| Zdobyte trofea w rozgrywkach Macedonii Północnej (stan na: 31-05-2021) \| |                                                                        |      |                                  |
| Rozgrywki                                                                       | Osiągnięcie                                                            | Razy | Sezon(y)                         |
| Mistrzostwo                                                                     | I miejsce                                                              | 0    |                                  |
| Mistrzostwo                                                                     | II miejsce                                                             | 0    |                                  |
| Mistrzostwo                                                                     | III miejsce                                                            | 0    |                                  |
| Mistrzostwo                                                                     | 7.miejsce                                                              | 2    | 1992/93, 1998/99                 |
| Puchar                                                                          | zdobywca                                                               | 1    | 2023/24                          |
| Puchar                                                                          | finalista                                                              | 0    |                                  |
| Puchar                                                                          | półfinalista                                                           | 1    | 2010/11                          |
| II liga                                                                         | I miejsce                                                              | 1    | 2001/02                          |
| II liga                                                                         | II miejsce                                                             | 2    | 2018/19 (Istok), 2020/21 (Istok) |
| II liga                                                                         | III miejsce                                                            | 2    | 2010/11, 2019/20 (Istok)         |
| Macedonia Północna                                                              | Zdobyte trofea w rozgrywkach Macedonii Północnej (stan na: 31-05-2021) |      |                                  |

- Treta liga (D3):
  - mistrz (1x): 2009/10 (Jug)
  - 3. miejsce (1x): 2015/16 (Jug)

Jugosławia
| \| \| Zdobyte trofea w rozgrywkach Jugosławii (stan na: 31-05-1992) \| |                                                               |      |                     |
| Rozgrywki                                                              | Osiągnięcie                                                   | Razy | Sezon(y)            |
| Mistrzostwo                                                            | I miejsce                                                     | 0    |                     |
| Mistrzostwo                                                            | II miejsce                                                    | 0    |                     |
| Mistrzostwo                                                            | III miejsce                                                   | 0    |                     |
| Puchar                                                                 | zdobywca                                                      | 0    |                     |
| Puchar                                                                 | finalista                                                     | 0    |                     |
| II liga                                                                | I miejsce                                                     | 1    | 1951/52 (Štip)      |
| II liga                                                                | II miejsce                                                    | 0    |                     |
| II liga                                                                | III miejsce                                                   | 1    | 1951/52 (Makedonia) |
|                                                                        | Zdobyte trofea w rozgrywkach Jugosławii (stan na: 31-05-1992) |      |                     |

- Makedonska republička liga (D3):
  - mistrz (2x): 1971/72, 1977/78
  - wicemistrz (6x): 1953/54, 1962/63, 1964/65, 1965/66, 1967/68, 1974/75
  - 3. miejsce (4x): 1949/50, 1954/55, 1973/74, 1975/76

- Prvenstvo Štipskog potsaveza: (D3):
  - mistrz (2x): 1952/53, 1956/57
  - wicemistrz (1x): 1957/58

## Poszczególne sezony

### Rozgrywki międzynarodowe

#### Europejskie puchary
Legenda do wszystkich tabel:
- Q – runda eliminacyjna, 1/16, 1/8, 1/4, 1/2 – odpowiednia faza rozgrywek, Grupa – runda grupowa, 1r gr – pierwsza runda grupowa, 2r gr – druga runda grupowa, F – finał, R – runda, PO – play-off
- k. – rzuty karne, los. – losowanie, Dogr. – dogrywka, w. – zasada bramek strzelonych na wyjeździe

| Sezon   | Rozgrywki        | Runda | Klub       | Dom | Wyjazd | Ogólnie |
| ------- | ---------------- | ----- | ---------- | --- | ------ | ------- |
| 2024/25 | Liga Konferencji | 1Q    | Breiðablik | 3–2 | 1–3    | 4–5     |

### Rozgrywki krajowe
Macedonia Północna
| \| Macedonia Północna \| Bilans występów klubu w rozgrywkach piłkarskich Macedonii Północnej (Stan na 31 lipca 2021 r.) \| \| |                                                                                                |        |       |   |   |   |    |    |     |                                        |        |        |      |
| Poziom | Rozgrywki                                                                                      | Sezony | Mecze | Z | R | P | B+ | B– | Pkt | Lata                                   | Awanse | Spadki | Naj. |
| I | Prva liga                                                                                      | 12     |       |   |   |   |    |    |     | 1992–2001, 2002–2004, od 2021          | 0      | 0      | 7    |
| II | Vtora liga                                                                                     | 10     |       |   |   |   |    |    |     | 2001/02, 2004/05, 2010–2013, 2016–2021 | 2      | 2      | 1    |
| III | Treta liga                                                                                     | 6      |       |   |   |   |    |    |     | 2005–2007, 2009–2010, 2013/14, 2015/16 | 2      | 2      | 1    |
| IV | Opštinska liga                                                                                 | 2      |       |   |   |   |    |    |     | 2007/08, 2014/15                       | 2      | 0      | 1    |
| | Puchar Macedonii Płn.                                                                          | 17+    |       |   |   |   |    |    |     | od 1994                                | 0      | 0      | 1/2  |
| Macedonia Północna | Bilans występów klubu w rozgrywkach piłkarskich Macedonii Północnej (Stan na 31 lipca 2021 r.) |        |       |   |   |   |    |    |     |                                        |        |        |      |

Jugosławia
| \| \| Bilans występów klubu w rozgrywkach piłkarskich Jugosławii (Stan na 31 lipca 2021 r.) \| |                                                                                       |        |       |   |   |   |    |    |     |                                                                                      |        |        |      |
| Poziom                                                                                         | Rozgrywki                                                                             | Sezony | Mecze | Z | R | P | B+ | B– | Pkt | Lata                                                                                 | Awanse | Spadki | Naj. |
| I                                                                                              | Prva liga                                                                             | 0      |       |   |   |   |    |    |     |                                                                                      | 0      | 0      |      |
| II                                                                                             | Prvenstvo NR Makedonije/2. liga - Grupa Istok                                         | 7      |       |   |   |   |    |    |     | 1951–1953, 1955/56, 1968–1970, 1972/73, 1978/79                                      | 0      | 5      | 3    |
| III                                                                                            | Makedonska republička liga/Prvenstvo Štipskog potsaveza                               | 32     |       |   |   |   |    |    |     | 1948–1951, 1953–1955, 1956–1968, 1970–1972, 1973–1978, 1979–1981, 1983–1988, 1991/92 | 6      | 2      | 1    |
| IV                                                                                             | 2. Makedonska republička liga/Makedonska republička liga                              | 4      |       |   |   |   |    |    |     | 1981–1983, 1989–1991                                                                 | 2      | 0      | 4    |
| V                                                                                              | 2. Makedonska republička liga                                                         | 1      |       |   |   |   |    |    |     | 1988/89                                                                              | 1      | 0      | 1    |
|                                                                                                | Puchar Jugosławii                                                                     | 0      |       |   |   |   |    |    |     |                                                                                      | 0      | 0      |      |
|                                                                                                | Bilans występów klubu w rozgrywkach piłkarskich Jugosławii (Stan na 31 lipca 2021 r.) |        |       |   |   |   |    |    |     |                                                                                      |        |        |      |

## Piłkarze, trenerzy, prezydenci i właściciele klubu

### Trenerzy
- 21.02.2021–...:  Pane Błażewski

### Prezydenci
- 201?–...:  Miłe Masłarkow

## Struktura klubu

### Stadion
Klub piłkarski rozgrywa swoje mecze domowe na Stadionie Miejskim w Kawadarci, który może pomieścić 7500 widzów.

## Kibice i rywalizacja z innymi klubami

### Derby
- Wardar Negotino